# ロホヤ
ロホヤ（フィンランド語: Lohja [ˈlohjɑ]、スウェーデン語: Lojo）はフィンランド、ウーシマー県西部に位置する自治体。ヘルシンキ郡に属し、ヘルシンキの西方約50kmに位置する。ウーシマー県最大のロホヤ湖の湖畔にある。
1997年にロホヤンクンタ、2009年にサンマッティ、2013年にはカリヤロホヤとヌミー・プスラとそれぞれ合併した。

## 概要
ロホヤは14世紀初頭からウーシマー地方西部の人口及び経済の中心地であり、中世には貿易の中心地として有名であった。この地の住民はフィンランドの鉱山・建設材料産業のパイオニアである。また、伝統的に園芸農業が盛んである。町の中心部には中世以来聖ラウリ教会がランドマークとなっている。2005年に町の中心部に近代的な新しい図書館が建設された。
ロホヤでは毎年100以上ものさまざまなイベントが住民や各団体などにより開かれている。特に有名なものは商工会によるアップルカーニバル、小売業者によるHurlumheiカーニバルや中世にまで遡るオールドクリスマスマーケットなどである。
テュテュリの石灰石鉱山の地下100mに博物館があり、古い鉱石運搬ワゴンか近代的なエレベーターのいずれかで昇降できる。

## 姉妹都市
- ベクショー、スウェーデン
- :en:Ringerike、ノルウェー
- オーベンロー、デンマーク
- en:Skagaströnd、アイスランド
- en:Sátoraljaújhely、ハンガリー

## 出身者
- トミ・ヨーツセン - ヘヴィメタル・ミュージシャン

## ギャラリー

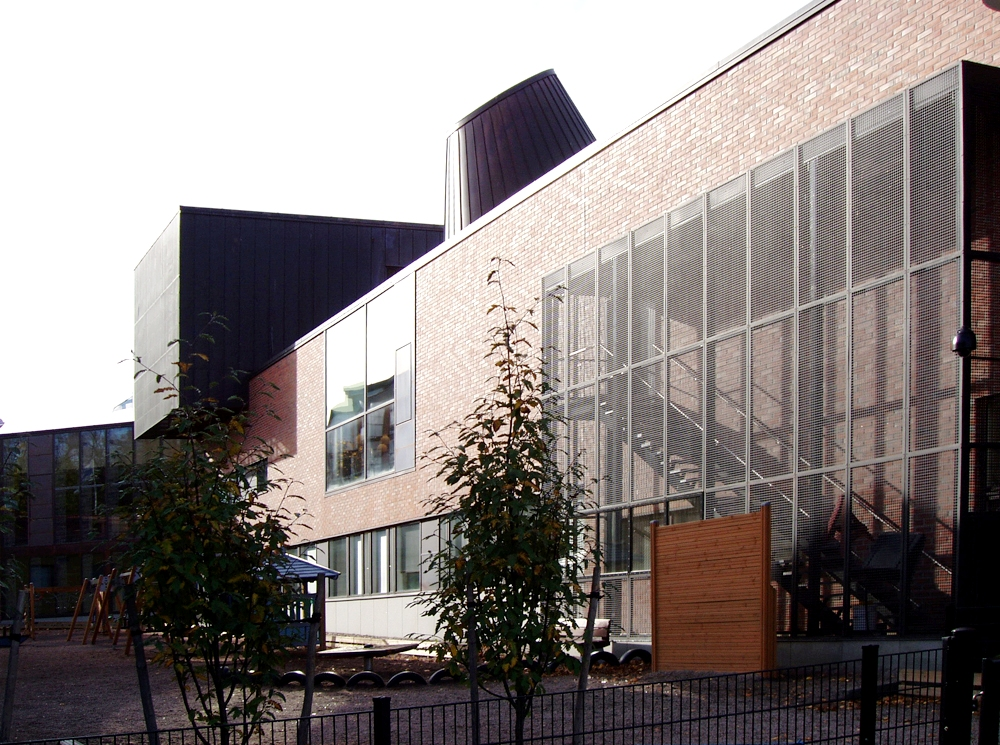
2005年にオープンしたロホヤ市図書館
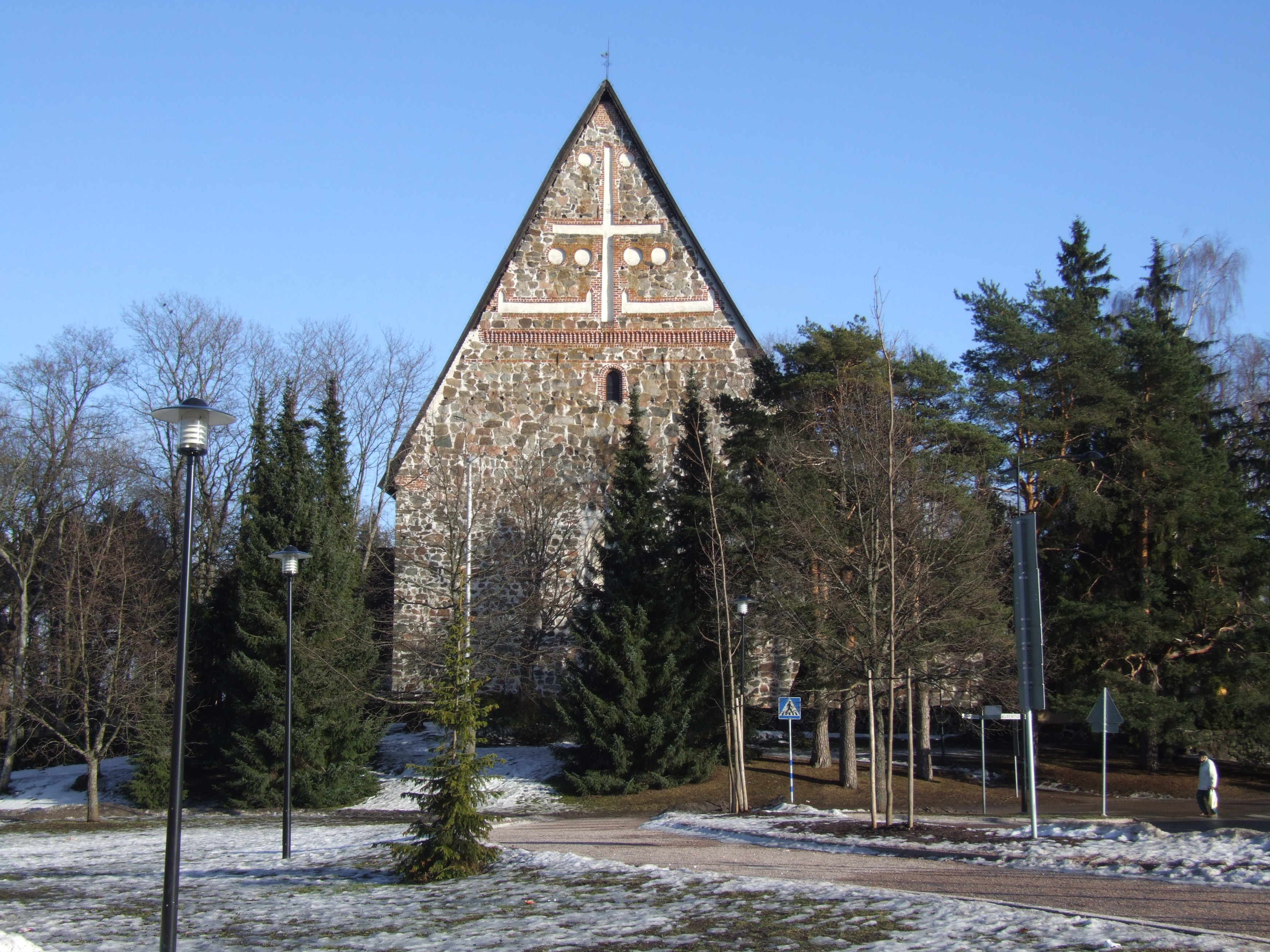
聖ラウリ教会
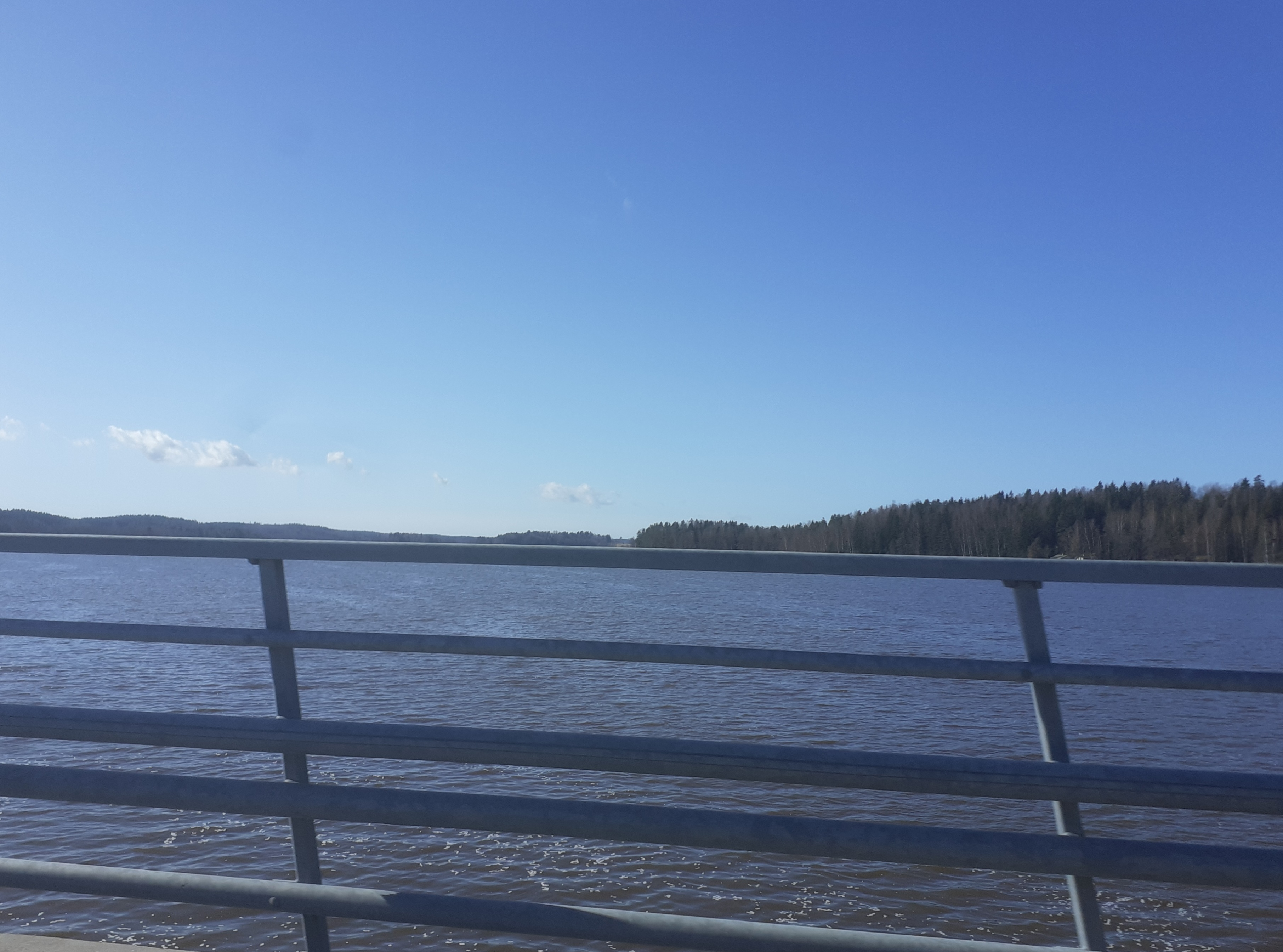
ロホヤのヒイデンベシ湖（英語版）